# Trichosteleum consanguineum
Trichosteleum consanguineum är en bladmossart som beskrevs av Georg Friedrich von Jaeger 1878. Trichosteleum consanguineum ingår i släktet Trichosteleum och familjen Sematophyllaceae. Inga underarter finns listade i Catalogue of Life.